# Tagbanwa (skrift)
Tagbanwa, även känd som apurahuano, är ett av de inhemska skriftsystemen på Filippinerna. Det används för att skriva ett antal språk på Palawan. Språket tagbanwa, ett austronesiskt språk med cirka 8 000 talare i de centrala och nordliga delarna av Palawan, är på väg att dö ut då den yngre generationen tagbanua istället lär sig cuyonon och tagalog.

## Historia
Tagbanwa-skriften har använts på Filippinerna från 1300- till 1600-talet. Den härstammar från kawi-skriften som använts på Java, Bali och Sumatra och som i sin tur härstammar från pallava-skriften en sydindisk brahmi-skrift.

## Beskrivning
Tagbanwa är en abugida vilket innebär att varje bokstav representerar en konsonant med en medföljande vokal a. För att uttrycka andra vokaler används ett diakritiskt tecken som skrivs ovanför (för e och i) eller under bokstaven (för o och u). För fristående vokaler används separata bokstäver.
Traditionellt skrivs Tagbanwa på bambu nerifrån och upp i kolumner från vänster till höger. När den läses vrids den dock och läses horisontellt från vänster till höger. 

## Datoranvändning
Tagbanwa ingår i Unicode-standarden för teckenkodning och har tilldelats kodpunkterna U+1760–U+177F.